# Lars Hutten
Lars Hutten (* 18. März 1990 in Tilburg) ist ein niederländischer Fußballspieler.

## Werdegang
Der Stürmer begann seine Karriere beim Amateurverein JPS Tilburg und wechselte später in die Jugendabteilung des Proficlubs Willem II Tilburg. Im Alter von zwölf Jahren wechselte Hutten in die Jugend des PSV Eindhoven und rückte sechs Jahre später in die zweite Mannschaft auf. Nach zwei Jahren in Eindhoven kehrte er zu Willem II Tilburg zurück und gab sein Debüt in der erstklassigen Eredivisie. In 19 Spielen blieb er ohne Torerfolg und konnte den Abstieg seiner Mannschaft nicht verhindern. Im Sommer 2011 fiel Hutten nach einem Mittelfußbruch lange aus und wurde Anfang 2012 an den SC Veendam verliehen.
Dort erzielte er in der Saison 2012/13 zwölf Saisontore, doch sein Verein musste im April 2013 Insolvenz anmelden und wurde aufgelöst. Hutten wechselte daraufhin zu Excelsior Rotterdam und führte seine Mannschaft mit zwölf Toren zum Aufstieg in die Eredivisie. In der Saison 2014/15 kam Hutten für Excelsior nur einmal zum Einsatz und wurde an den Zweitligisten Helmond Sport verliehen. Ein Jahr später wechselte Hutten zu Fortuna Sittard, bevor er sich im Sommer 2016 dem deutschen Regionalligisten SV Rödinghausen anschloss. Nach einem Jahr kehrte er zu Fortuna Sittard zurück.